# Taphozous australis
Taphozous australis es una especie de murciélago de la familia Emballonuridae.

## Distribución geográfica
Se encuentra en Australia y Papúa Nueva Guinea.